# 2001 en science-fiction
| Années de la science-fiction : 1998 - 1999 - 2000 - 2001 - 2002 - 2003 - 2004    |
| Décennies de la science-fiction : 1970 - 1980 - 1990 - 2000 - 2010 - 2020 - 2030 |

L'année 2001 est marquée, en matière de science-fiction, par les événements suivants.

## Naissances et décès

### Décès
- 31 janvier : Gordon R. Dickson, écrivain américain, né en 1923, mort à 77 ans.
- 19 avril : Pierre Versins (né Jacques Chamson), écrivain français, né en 1923, mort à 78 ans.
- 11 mai : Douglas Adams, écrivain britannique, né en 1952, mort à 49 ans.
- 31 juillet : Poul Anderson, né en 1926, écrivain américain, mort à 74 ans.
- 20 août : Fred Hoyle, cosmologiste, astronome et écrivain britannique, né en 1915, mort à 86 ans.

## Prix

### Prix Hugo
- Roman : Harry Potter et la Coupe de feu (Harry Potter and the Goblet of Fire) par J. K. Rowling
- Roman court : The Ultimate Earth par Jack Williamson
- Nouvelle longue : Millennium Babies par Kristine Kathryn Rusch
- Nouvelle courte : Obscurités multiples (Different Kinds of Darkness) par David Langford
- Livre non-fictif ou apparenté : Greetings from Earth : The Art of Bob Eggleton par Bob Eggleton et Nigel Suckling
- Film ou série : Tigre et Dragon, réalisé par Ang Lee
- Éditeur professionnel : Gardner Dozois
- Artiste professionnel : Bob Eggleton
- Magazine semi-professionnel : Locus, dirigé par Charles N. Brown
- Magazine amateur : File 770 (Mike Glyer, éd.)
- Écrivain amateur : Dave Langford
- Artiste amateur : Teddy Harvia
- Prix Campbell : Kristine Smith (en)

### Prix Nebula
- Roman : Quantum Rose (The Quantum Rose) par Catherine Asaro
- Roman court : The Ultimate Earth par Jack Williamson
- Nouvelle longue : Le Fantôme de Louise (Louise's Ghost) par Kelly Link
- Nouvelle courte : The Cure for Everything par Severna Park
- Scénario : Tigre et Dragon (Crouching Tiger, Hidden Dragon) par James Schamus, Kuo Jung Tsai et Hui-Ling Wang ; tiré du roman de Du Lu Wang
- Prix du président : Betty Ballantine
- Grand maître : Philip José Farmer

### Prix Locus
- Roman de science-fiction : Le Dit d'Aka (The Telling) par Ursula K. Le Guin
- Roman de fantasy : Les Brigands, L'Épée de feu, Les Noces pourpres et La Loi du régicide (A Storm of Swords) par George R. R. Martin
- Premier roman : Mars Crossing par Geoffrey A. Landis
- Roman court : Radieuse étoile verte (Radiant Green Star) par Lucius Shepard
- Nouvelle longue : L'Anniversaire du monde (The Birthday of the World) par Ursula K. Le Guin
- Nouvelle courte : The Missing Mass par Larry Niven
- Recueil de nouvelles : Tales of Old Earth par Michael Swanwick
- Anthologie : The Year's Best Science Fiction: Seventeenth Annual Collection par Gardner Dozois, éd.
- Livre non-fictif : Écriture : Mémoires d'un métier (On Writing) par Stephen King
- Livre d'art : Spectrum 7: The Best in Contemporary Fantastic Art par Cathy Fenner et Arnie Fenner, éds.
- Éditeur : Gardner Dozois
- Magazine : Asimov's Science Fiction
- Maison d'édition : Tor Books
- Artiste : Bob Eggleton

### Prix British Science Fiction
- Roman : La Cité du gouffre (Chasm City) par Alastair Reynolds
- Fiction courte : Children of Winter par Eric Brown

### Prix Arthur-C.-Clarke
- Lauréat : Perdido Street Station (Perdido Street Station) par China Miéville

### Prix Sidewise
- Format long : The Children's War par J. N. Stroyar
- Format court : Le Front pour l'humanité (The Human Front) par Ken MacLeod

### Prix E. E. Smith Memorial
- Lauréats : Ellen Asher (en)

### Prix Theodore-Sturgeon
- Lauréat : Tendeléo (Tendeleo's Story) par Ian McDonald

### Prix Lambda Literary
- Fiction spéculative : Kirith Kirin par Jim Grimsley

### Prix Seiun
- Roman japonais : Eien no mori, hakubutsukan wakusei par Hiroe Suga

### Grand prix de l'Imaginaire
- Roman francophone : Bouvard, Pécuchet et les savants fous par René Reouven
- Nouvelle francophone : Monsieur boum boum par Jeanne Faivre d'Arcier

### Prix Kurd-Laßwitz
- Roman germanophone : Lord Gamma (Lord Gamma) par Michael Marrak

## Parutions littéraires

### Romans
- L'Avant-poste par Mike Resnick.
- Mécaniques fatales par Philip Reeve.
- Omale par Laurent Genefort.

### Recueils de nouvelles et anthologies
- La Logique des essaims, par Ayerdhal.

### Bandes dessinées
- Les 4 As et le Monstre des océans, 38e album de la série Les 4 As, écrit par Georges Chaulet et dessiné par François Craenhals et Jacques Debruyne.

## Sorties audiovisuelles

### Films
- Earth vs. the Spider par Scott Ziehl.
- Evolution par Ivan Reitman.
- Metropolis de Rintarō.
- A.I. Intelligence artificielle par Steven Spielberg.
- Ghosts of Mars par John Carpenter.
- La Planète des singes par Tim Burton.
- Spiders - Le retour des araignées géantes par Sam Firstenberg.
- The One par James Wong.
- Replicant par Ringo Lam.
- K-PAX : L'Homme qui vient de loin par Iain Softley.

### Téléfilms
- Earth vs. the Spider par Scott Ziehl.

### Séries
- Futurama, saison 3.
- Samouraï Jack, téléfilm pilote et saison 1.
- Stargate SG-1, saison 5
- X-Files : Aux frontières du réel, saison 9.

## Sorties vidéoludiques
Halo : Combat Evolved